# Adolf-Friedrich-Kirche

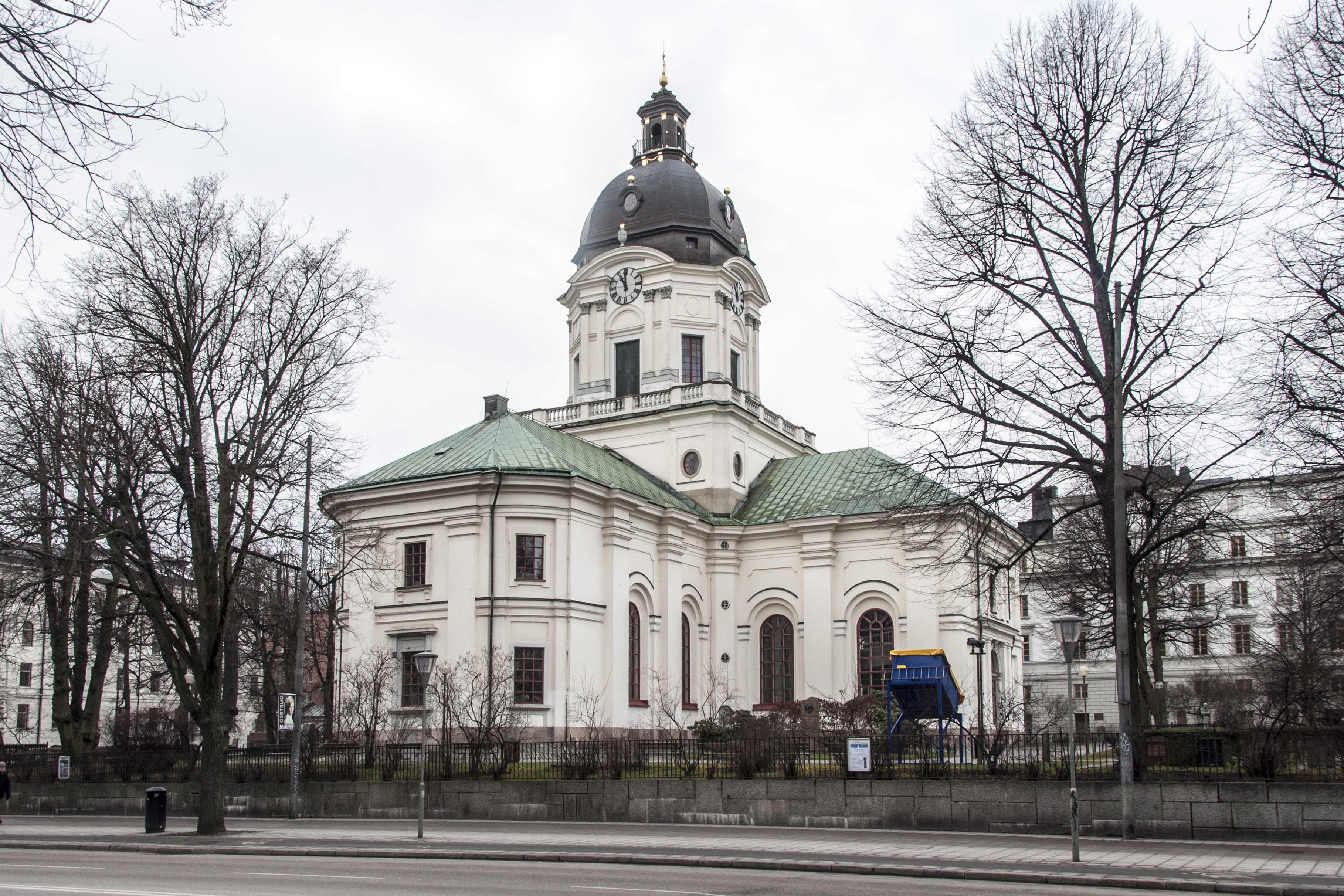
Adolf-Friedrich-Kirche

Die Adolf-Friedrich-Kirche (schw. Adolf Fredriks kyrka) ist ein Kirchengebäude im Stadtteil Norrmalm der schwedischen Hauptstadt Stockholm. Sie wurde von 1768 bis 1774 nach Plänen des Architekten Carl Fredrik Adelcrantz erbaut und steht als Kyrkligt kulturminne unter gesetzlichem Schutz.

## Geschichte
Die Grundsteinlegung wurde von König Adolf Friedrich persönlich durchgeführt. Zur feierlichen Einweihung am 28. November 1774 waren neben dem König unter anderem der Herzog von Södermanland (der spätere Karl XIII.), Bischof Daniel Herweghr und der Hofkapellmeister Francesco Uttini anwesend.
Auf dem Platz der Kirche befand sich seit 1674 eine hölzerne Kapelle, die dem heiligen Olav gewidmet war und noch während der Bauzeit genutzt wurde, da die Kirche anfänglich um die Kapelle gebaut wurde.
Die heutige Kirche ist im klassizistischen Stil gehalten, mit Details im Rokoko. Sie hat den Grundriss eines gleichseitigen Kreuzes und wird gekrönt von einem turmartigen Aufbau mit Fenstern. Für den Altar, der die Auferstehung Jesu wiedergibt, war Johan Tobias Sergel verantwortlich. Die Inneneinrichtung der Kirche wurde von 1893 bis 1895 unter Leitung von Agi Lidegren umgestaltet. Dabei verlor die Kirche großteils ihr ursprüngliches Aussehen, da Stuckarbeiten und Reliefs hinzugefügt wurden.

## Orgel

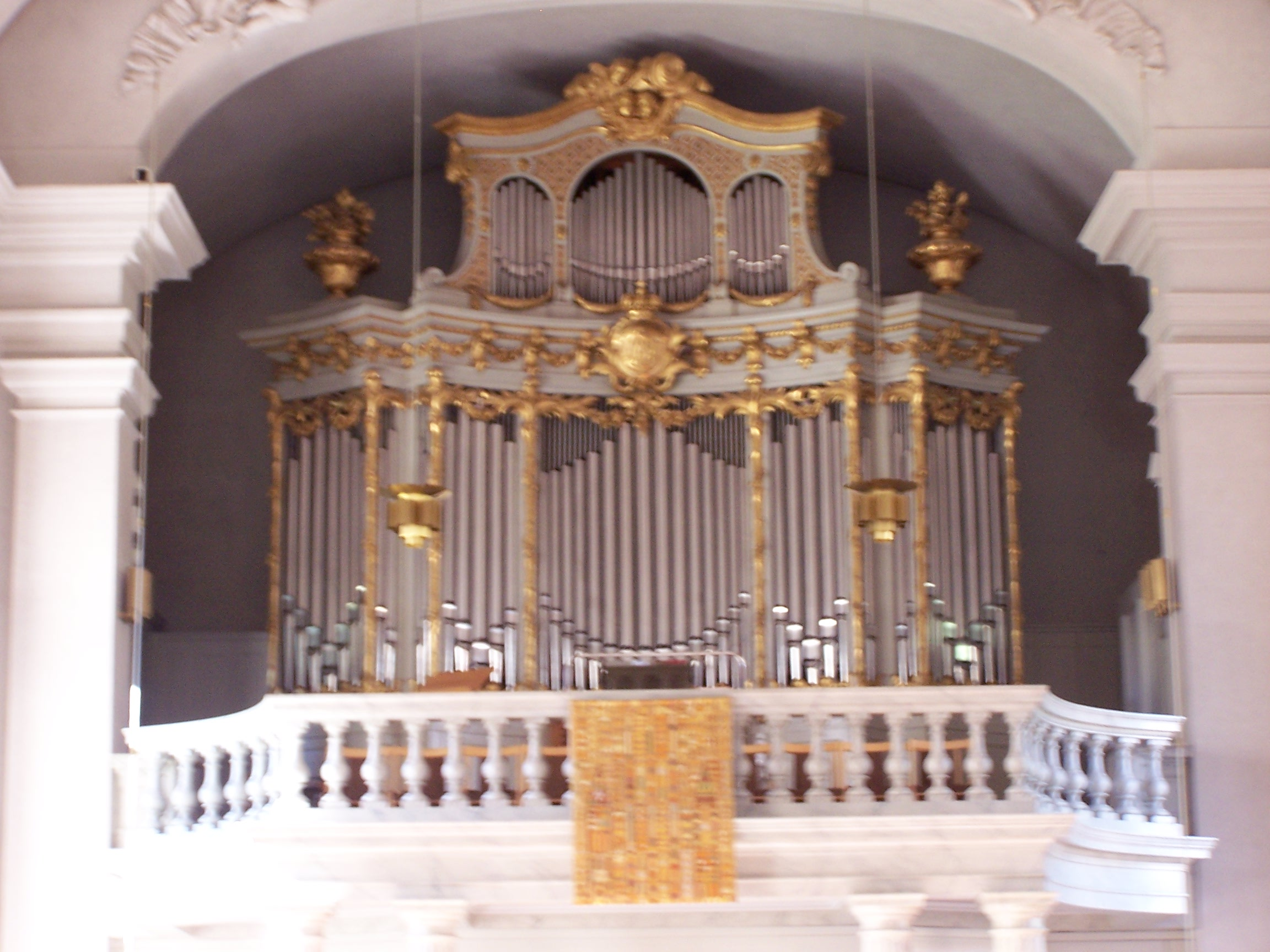
Orgelprospekt

Die Orgel der Adolf-Friedrich-Kirche hat 45 Register auf drei Manualen und Pedal. Die Spiel- und Registertrakturen sind mechanisch.
Die Disposition lautet wie folgt:
| I Hauptwerk C–g3 |       |
| Kvintadena       | 16′   |
| Principal        | 8′    |
| Spetsflöjt       | 8′    |
| Oktava           | 4′    |
| Rörflöjt         | 4′    |
| Kvinta           | 2 ⁄3′ |
| Oktava           | 2′    |
| Mixtur VI-VIII   |       |
| Cornett V        |       |
| Trumpet          | 8′    |

| II Oberwerk C–g3 |       |
| Gedackt          | 8′    |
| Kvintadena       | 8′    |
| Principal        | 4′    |
| Koppelflöjt      | 4′    |
| Gemshorn         | 2′    |
| Kvinta           | 1 ⁄3′ |
| Sesquialtera II  |       |
| Scharf IV        |       |
| Dulcian          | 16′   |
| Krumhorn         | 8′    |
| Tremulant        |       |

| III Schwellwerk C–g3 |        |
| Principal            | 8′     |
| Rörflöjt             | 8′     |
| Fugara               | 8′     |
| Oktava               | 4′     |
| Gedackt              | 4′     |
| Piccolo              | 2′     |
| Sifflöjt             | 1′     |
| Nasat                | 2 ⁄3′  |
| Ters                 | 1 3⁄5′ |
| Mixtur V             |        |
| Cymbel III           |        |
| Bombard              | 16′    |
| Oboe                 | 8′     |
| Skalmeja             | 4′     |
| Tremulant            |        |

| Pedal C–f1      |     |
| Principal       | 16′ |
| Subbas          | 16′ |
| Oktava          | 8′  |
| Gedackt         | 8′  |
| Oktava          | 4′  |
| Nachthorn       | 2′  |
| Rauschquint III |     |
| Mixtur VI       |     |
| Basun           | 16′ |
| Trumpet         | 8′  |
| Trumpet         | 4′  |

- Koppeln: II/I, III/I, I/P, II/P, III/P

## Friedhof
Auf dem angrenzenden Friedhof sind mehrere bedeutende Personen begraben:
- Johan Tobias Sergel
- Bengt Lidner
- Hjalmar Branting
- Olof Palme
- Sven Hedin
- Elias Martin
- Thor Modéen
- René Descartes war von 1650 bis 1666 auf dem Friedhof beigesetzt, bevor seine Gebeine nach Frankreich überführt wurden.
- Anders Eliasson